# مارات باجلاي
مارات فيكتوروفيتش باجلاي (بالروسية: Мара́т Ви́кторович Багла́й؛ 13 مارس 1931 - 10 يناير 2024) هو رجل قانون سوفيتي وروسي شغل منصب الرئيس الثالث للمحكمة الدستورية لروسيا الاتحادية من عام 1997 إلى عام 2003. وكان عضوًا مراسلًا في الأكاديمية الروسية للعلوم.

## السيرة الذاتية

### الحياة المبكرة
ولد مارات فيكتوروفيتش باجلاي في 13 مارس 1931 في باكو. تخرج من كلية الحقوق بجامعة روستوف الحكومية عام 1954.
في عام 1957 تخرج من معهد الدراسات العليا للدولة والقانون التابع لأكاديمية العلوم في اتحاد الجمهوريات الاشتراكية السوفياتية ودافع عن أطروحته في مسابقة الدرجة العلمية لمرشح العلوم القانونية حول موضوع "القضايا القانونية لحركة الإضراب في الولايات المتحدة".

### المسيرة المهنية
من عام 1957 إلى عام 1962 عمل باجلاي باحثًا في معهد الدولة والقانون التابع لأكاديمية العلوم. من عام 1962 إلى عام 1967 كان أستاذًا مشاركًا في معهد موسكو الحكومي للعلاقات الدولية (MGIMO).
في عام 1967 دافع عن أطروحته للحصول على درجة الدكتوراه في القانون حول موضوع "الأنشطة الاجتماعية للدولة الإمبريالية: (الجوانب السياسية والقانونية)".
في عام 1970 حصل على لقب أستاذ القانون الدستوري. من عام 1967 إلى عام 1977 كان رئيسًا لقسم معهد حركة العمل الدولية التابع لأكاديمية العلوم في اتحاد الجمهوريات الاشتراكية السوفياتية.
من عام 1977 إلى عام 1995 كان نائب رئيس المدرسة العليا للحركة النقابية. من عام 1977 إلى عام 1995 وكان أيضًا كأستاذ للقانون الدستوري في معهد موسكو الحكومي للعلاقات الدولية.
في 7 فبراير 1995، انتُخب باجلاي قاضيًا في المحكمة الدستورية لروسيا.
في السنوات اللاحقة، كان أستاذًا في معهد موسكو الحكومي للعلاقات الدولية، حيث ألقى محاضرات عن القانون الدستوري للدول الأجنبية.

### رئيس المحكمة الدستورية

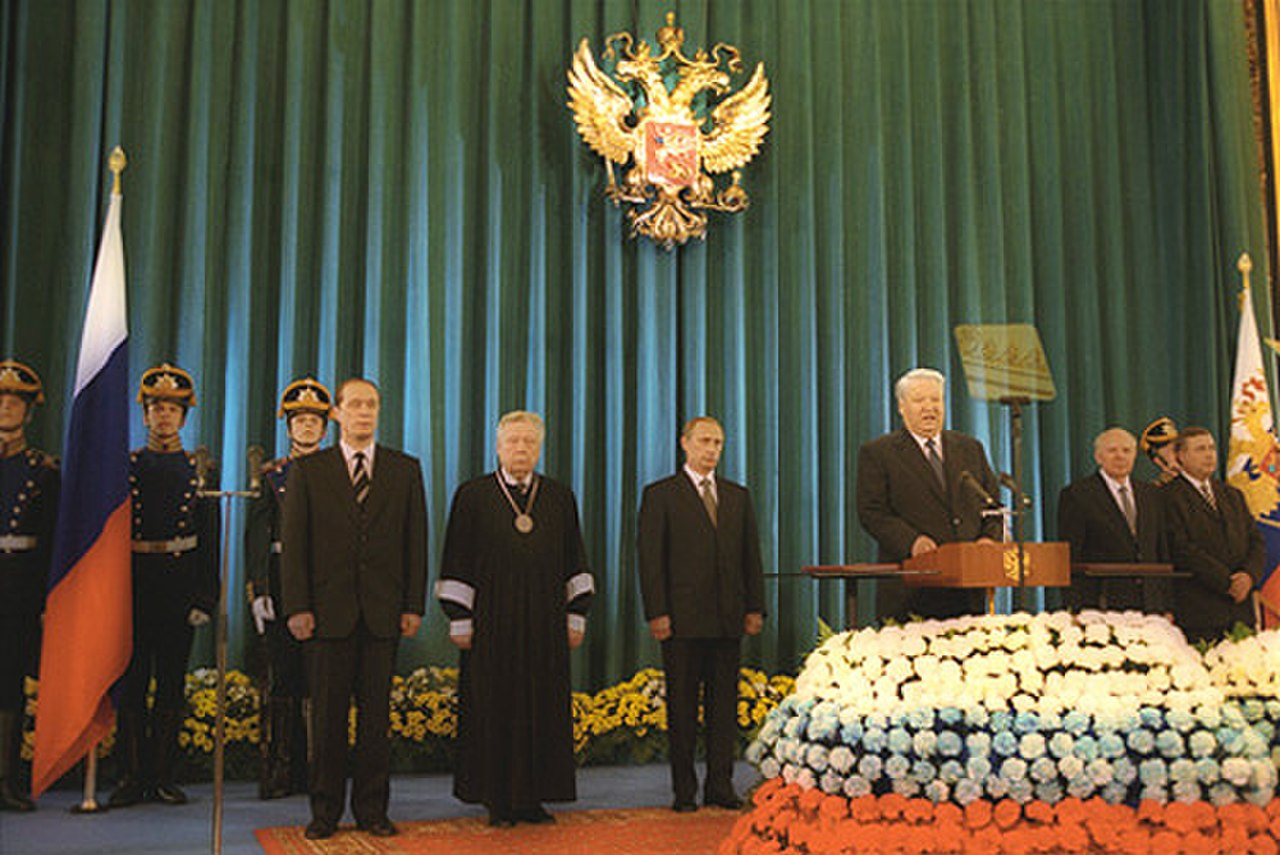
مارات باجلاي (الثاني من اليسار) خلال تنصيب فلاديمير بوتين عام 2000

مارات باجلاي (الثاني من اليسار) أثناء تنصيب فلاديمير بوتن عام 2000 في 13 فبراير 1995، تم ترشيح باجلاي لمنصب رئيس المحكمة الدستورية لأول مرة، لكنه خسر الانتخابات أمام فلاديمير تومانوف.
في 20 فبراير 1997، ترشح مرة أخرى لمنصب رئيس المحكمة الدستورية. انتخب رئيسًا للمحكمة الدستورية للاتحاد الروسي لمدة ثلاث سنوات. في 21 فبراير 2000، أعيد انتخابه رئيسًا للمحكمة الدستورية في روسيا.
في 7 مايو 2000، أدى فلاديمير بوتن اليمين الدستورية أمام مارات باجلاي.
في 21 فبراير 2003، انتهت فترة باجلاي وانتُخب فاليري زوركين رئيسًا جديدًا للمحكمة الدستورية. وبما أن باجلاي كان قد تجاوز السبعين من عمره بالفعل، فقد تقاعد أيضًا من منصب قاضي المحكمة الدستورية.

## الوفاة
توفي باجلاي في موسكو في 10 يناير 2024، عن عمر يناهز 92 عامًا.

## الأوسمة والجوائز
- وسام الاستحقاق للوطن من الدرجة الثانية (11 مارس 2001).[8]
- وسام الصداقة بين الشعوب (1975)[9]
- محامي فخري لروسيا (5 حزيران/يونيه 2003)[10]
- شهادة الشرف الرئاسية (12 كانون الأول/ديسمبر 2008.[11]
- شارة لجنة الانتخابات المركزية للاتحاد الروسي (2008) [12]
- النظام العام «الأمة الروسية» (2009)[13]